# Anastasija Gasanowa
Anastasija Dmitrijewna Gasanowa (ros. Анастасия Дмитриевна Гасанова; ur. 15 maja 1999 w Saratowie) – rosyjska tenisistka

## Kariera tenisowa
W karierze wygrała dwanaście turniejów singlowych i siedem deblowych rangi ITF. 10 stycznia 2022 zajmowała najwyższe miejsce w rankingu singlowym WTA Tour – 121. pozycję, natomiast 19 czerwca 2023 osiągnęła najwyższą lokatę w deblu – 224. miejsce.
Rosjanka zadebiutowała w turnieju głównym zawodów cyklu WTA Tour w 2021 roku podczas rozgrywek w Abu Zabi. W tym samym turnieju pokonała byłą liderkę rankingu singlowego, Karolínę Plíškovą. W marcu osiągnęła ćwierćfinał zawodów w Petersburgu.

## Wygrane turnieje rangi ITF
| turnieje z pulą nagród 100 000 $ (W100) |
| turnieje z pulą nagród 80 000 $ (W80)   |
| turnieje z pulą nagród 60 000 $ (W75)   |
| turnieje z pulą nagród 40 000 $ (W50)   |
| turnieje z pulą nagród 25 000 $ (W35)   |
| turnieje z pulą nagród 15 000 $ (W15)   |
| turnieje z pulą nagród 10 000 $         |

### Gra pojedyncza
|     | Data       | Turniej          | Naw.          | Przeciwniczka              | Wynik         |
| 1.  | 17/08/2014 | Telawi           | Ceglana       | Daniela Ciobanu            | 6:3, 6:3      |
| 2.  | 12/07/2015 | Telawi           | Ceglana       | Amina Anszba               | 6:3, 6:4      |
| 3.  | 19/07/2015 | Telawi           | Ceglana       | Ani Amiraghian             | 1:6, 6:4, 6:3 |
| 4.  | 06/03/2016 | Nankin           | Twarda        | Hsu Ching-wen              | 6:1, 6:1      |
| 5.  | 07/05/2016 | Chimki           | Twarda (hala) | Jana Sizikowa              | 3:6, 6:2, 6:3 |
| 6.  | 19/08/2018 | Guiyang          | Twarda        | Jovana Jakšić              | 6:3, 6:4      |
| 7.  | 30/06/2024 | Monastyr         | Twarda        | Lamis Alhussein Abdel Aziz | 6:2, 6:4      |
| 8.  | 04/08/2024 | Ust-Kamienogorsk | Twarda        | Ayumi Koshiishi            | 6:2, 6:1      |
| 9.  | 13/10/2024 | Szarm el-Szejk   | Twarda        | Alexandra Iordache         | 6:4, 6:0      |
| 10. | 20/10/2024 | Szarm el-Szejk   | Twarda        | Arlinda Rushiti            | 6:4, 6:0      |
| 11. | 15/12/2024 | Szarm el-Szejk   | Twarda        | Joanna Garland             | 6:3, 7:6(1)   |
| 12. | 27/04/2025 | Szarm el-Szejk   | Twarda        | Eva Guerrero Alvarez       | 6:3, 6:4      |

### Gra podwójna
|    | Data       | Turniej            | Naw.    | Partnerka           | Przeciwniczki                        | Wynik             |
| 1. | 09/12/2016 | Solapur            | Twarda  | Swiatłana Pirażenka | Ola Abou Zekry Anastasija Przybyłowa | 6:4, 7:5          |
| 2. | 08/06/2018 | Namangan           | Twarda  | Jekatierina Jaszyna | Anna Morgina Dżulija Terzijska       | 6:3, 6:1          |
| 3. | 04/09/2021 | Collonge-Bellerive | Ceglana | Amina Anszba        | Amandine Hesse Tatjana Maria         | 6:1, 6:7(6), 10–8 |